# 別列佐瓦加季
別列佐瓦哈特（烏克蘭語：Березова Гать）是位於烏克蘭東北部切爾尼希夫州裏諾夫霍羅德-錫韋爾斯基區的村莊，始建於1750年，面積0.97平方公里，海拔高度182米，2001年人口187，人口密度每平方公里192.8人。
51°56′50″N 32°55′6″E / 51.94722°N 32.91833°E